# Ectobius kervillei
Ectobius kervillei är en kackerlacksart som beskrevs av Bolívar 1907. Ectobius kervillei ingår i släktet Ectobius och familjen småkackerlackor.
Artens utbredningsområde är Tunisien. Inga underarter finns listade i Catalogue of Life.